# 今帰仁朝典
今帰仁 朝典（なきじん ちょうてん、生年不詳 - 没年は嘉靖年間（1522年-1566年））は琉球王国第二尚氏王統・第3代尚真王の三男。向氏具志川御殿の元祖。唐名は尚韶威、童名は真武体金。
生年不詳であるが、兄：尚維衡・浦添王子朝満（尚真王の長男）の生年が弘治7年（1494年）で、弟にあたる尚清王（尚真王の五男）の生年が弘治10年（1497年）であることから、1494年から1497年の間に生まれていることが推測される。
向氏具志川御殿における初代の北山監守で、同家七世にあたる向従憲・今帰仁按司朝幸まで代々監守職を世襲し、同家は今帰仁間切（現在の今帰仁村）に居住した。ところで監守職に任命されたのを家譜では「弘治年間（1488年-1505年）」としているが、先の生年の推測からしても、どんなに長じていても数え12歳の幼年で監守職に任命されたことになる。家譜の記述が正しいとすると、監守職就任の当初は、実質的な職務は別の者があたっていたことが窺い知れる。
墓所は那覇市首里の玉陵である。一部書籍などには墓所を山川の玉陵としているものもあるが、それは誤り。家譜上の「西之玉陵」を誤解し、それを「玉陵の西方に位置する山川の玉陵」とする誤謬であるが、「西之玉陵」は「玉陵の西室」という意味である。

## 系譜
尚真王の三男として生まれているが、その母は不詳。また室も不詳となっている。子は二男一女。同家は北山監守職と同様に、代々今帰仁間切の地頭職を継いでいくが、王朝末期に尚育王の三男：尚弼・今帰仁王子朝敷が今帰仁間切の按司地頭となったため、それを機に具志川間切の地頭家となった。
- 父：尚真　（第二尚氏王統3代国王）
- 妃：名不詳　（号は居仁。父は尚宣威王）
  - 兄（長男）：尚維衡・浦添王子朝満
- 夫人：思戸金按司　（号は華后。謝氏知名親雲上成良の娘）
  - 弟（五男）：尚清　（第二尚氏4代国王）
- 夫人：名不詳　（銘苅子の娘）
  - 姉（長女）：真鍋樽・佐司笠按司　（尚魏鼎・見里王子朝易に嫁ぐ）
- 不詳（妃or夫人orその他）
  - 兄（次男）：尚朝栄・大里王子
  - 弟（四男）：尚龍徳・越来王子朝福
  - 弟（六男）：尚享仁・金武王子
  - 弟（七男）：尚源道・豊見城王子

- 室：名不詳
  - 長男：向介昭・今帰仁按司朝殊
  - 次男：向介明・南風原按司朝包
  - 長女：童名不詳・世寄君按司　（和寿豈・平良親方景平に嫁ぐ）

## 経歴
- 1494年-1497年（弘治7年-弘治10年）　生まれる。
- 1488年-1505年（弘治年間）　北山監守になる。今帰仁間切総地頭となる（→今帰仁王子朝典）。
- 1522年-1566年（嘉靖年間）　亡くなる。